# Herrerasaurider

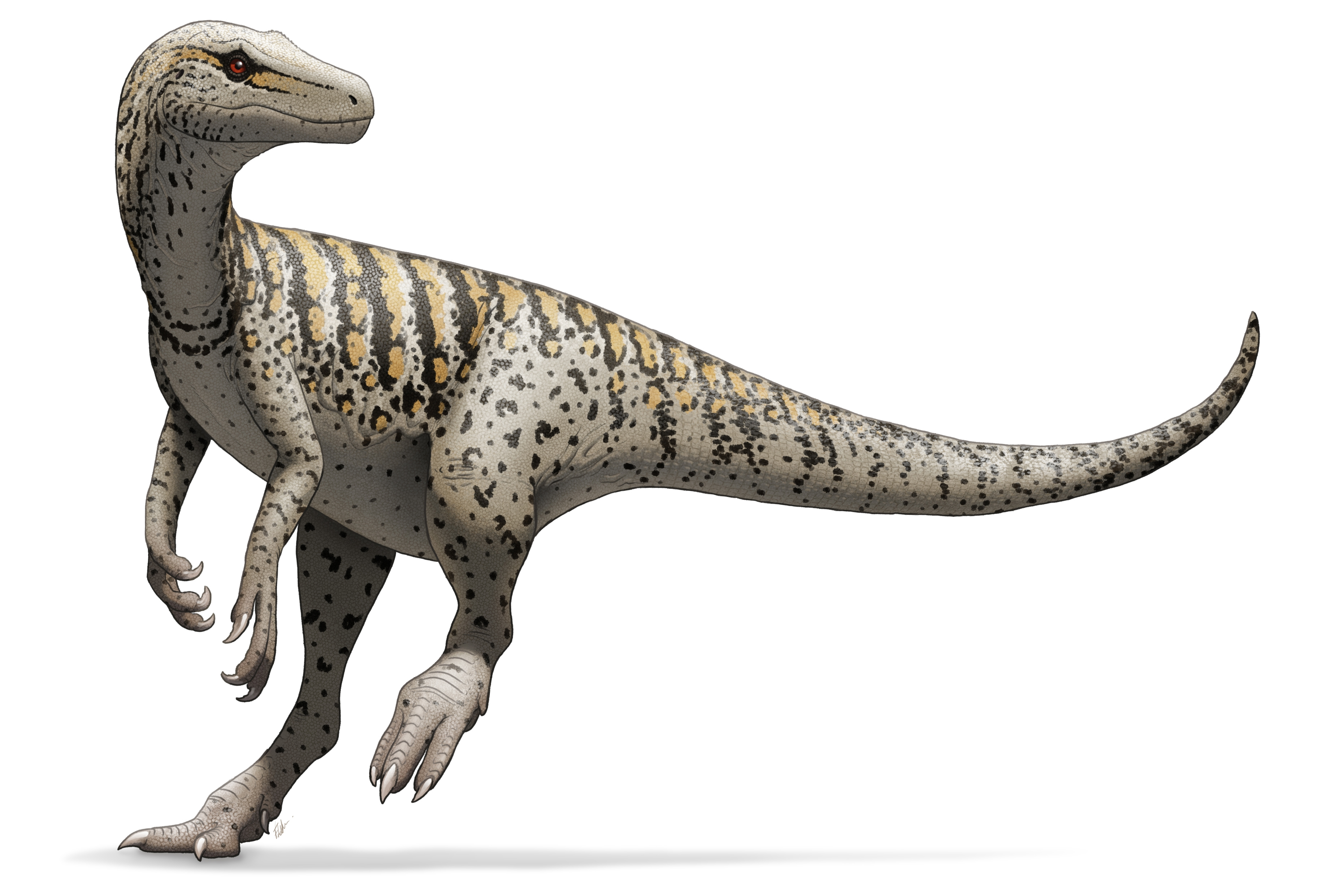
En rekonstruktion av Herrerasaurus ischigualastensis.

Herrerasaurider var små saurischiska rovdinosaurier som levde under sen Trias vars kvarlevor har hittats i Sydamerika och sydligare delar av Nordamerika. Endast några få släkten är kända och gruppen tros ha dött ut vid slutet av Triasperioden. En studie från 2017 tyder på att Herrerasauriderna, trots deras likheter med theropoderna, inte var theropoder utan endast hade utvecklats kring liknande utvecklingslinjer.
Deras anatomi är ovanlig och specialiserad och de tros inte ha utvecklats vidare till någon senare dinosauriegrupp. De flesta medlemmarna uttrycker en blandning av primitiva och mer avancerade egenskaper. De har endast två korsben, det lägsta antalet bland alla dinosaurier, deras händer har fem fingrar, varav tre är särskilt långa, och blygdbenet delar likheter med mer avancerade theropoder men inte med primitiva medlemmar av gruppen.

## Släkten
- †Chindesaurus
- †Herrerasaurus
- †Sanjuansaurus
- †Staurikosaurus